# Yū Mizushima
Yū Mizushima (jap. 水島 裕 Mizushima Yū; właściwie Kenji Noda (jap. 野田 憲司 Noda Kenji), ur. 18 stycznia 1956) – japoński seiyū, aktor dubbingowy i narrator związany z agencją 81 Produce.
Zdubbingował postać Luke’a Skywalkera w japońskich wersjach filmów z oryginalnej trylogii Gwiezdnych wojen. Oprócz tego dubbingował takich aktorów jak Sammo Hung i Matthew Perry.

## Wybrane role głosowe

### Anime
- 1977: Chōdenji Machine Voltes V – Kentarō Gō
- 1979: Lu Lu i cudowny kwiat – Serge Flora
- 1981: Hyakujūō Golion – Isamu Kurogane
- 1986: Rycerze Zodiaku –
  - Lizard Misty,
  - Sid,
  - Bud
- 1988: Ulisses 31 – Telemach
- 1996: Detektyw Conan – Toshihiko Takasugi
- 1999: Zapiski detektywa Kindaichi – Sudō
- 2002: .hack//Sign – męski szermierz
- 2004: Fullmetal Alchemist – brat Scara
- 2004: Pokémon Advanced Generations – doktor Moroboshi
- 2005: Naruto – Mondai
- 2005: Tsubasa Reservoir Chronicle – ojciec Sakury
- 2009: Pokémon – Gen
- 2014: Pasożyt – Takeshi Hirokawa
- 2017: KiraKira Pretty Cure a la Mode – Chōrō
- 2017: One Piece –
  - Napoleon,
  - Zeus,
  - Prometeusz,
  - Kawamatsu

### Tokusatsu
- 2007: Jūken Sentai Gekiranger – Master Elehung Kam Po
- 2013: Zyuden Sentai Kyoryuger – Sorrowful Knight Aigaron